# Allagen

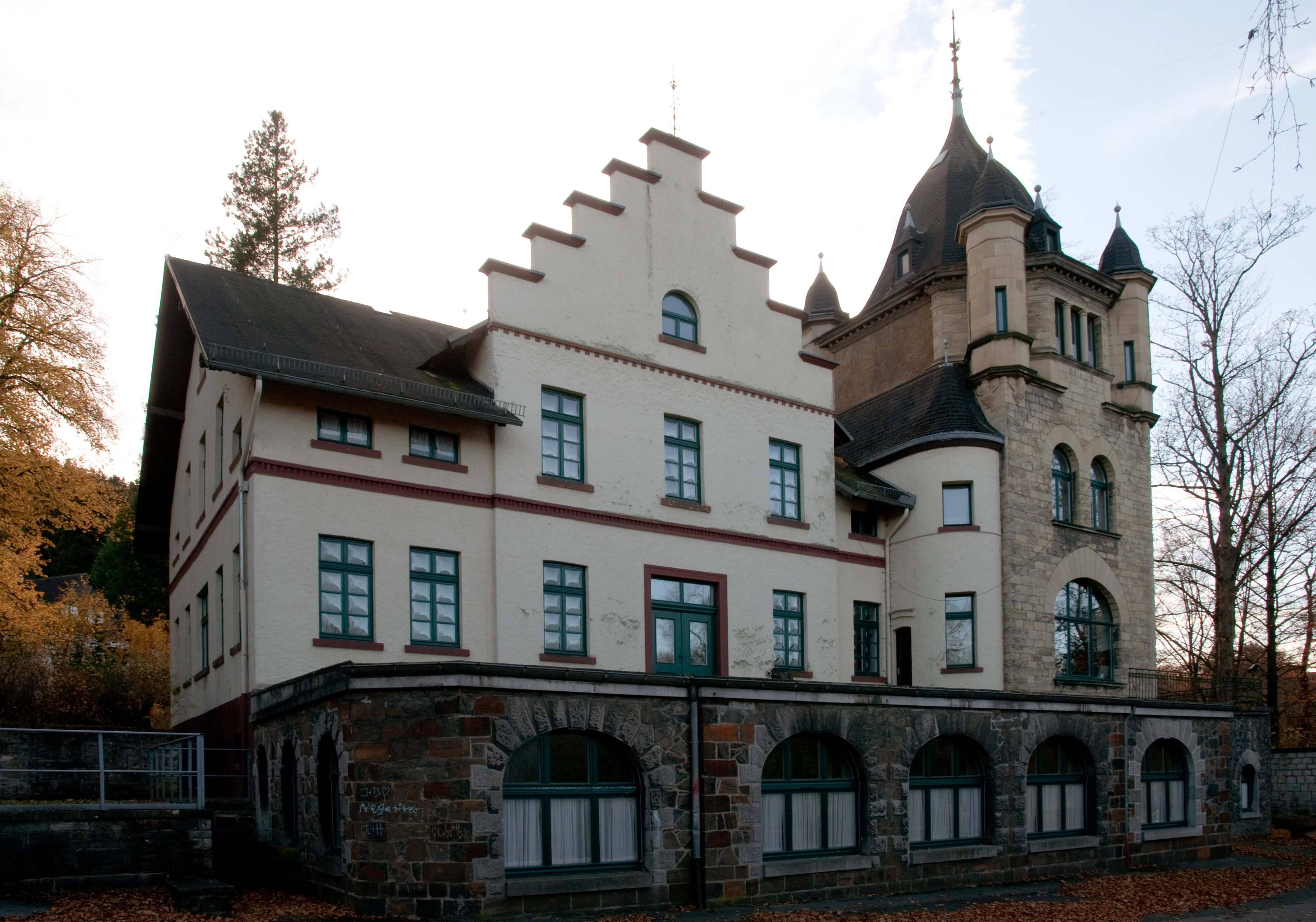
Haus Dassel

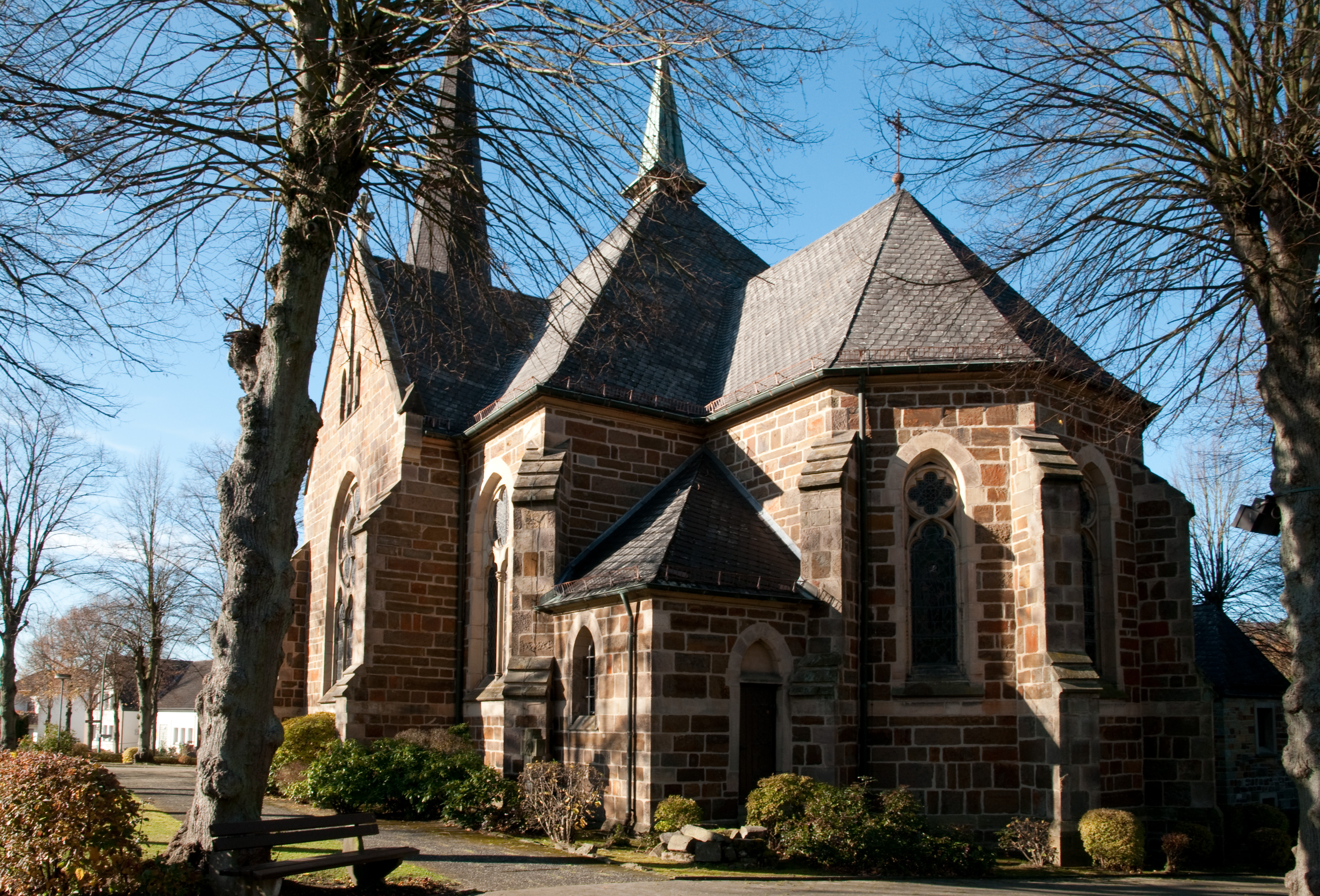
St. Johannes

Allagen ist seit 1975 ein Ortsteil der sauerländischen Stadt Warstein im Kreis Soest, Nordrhein-Westfalen. Zum 31. Dezember 2024 hatte er 2.371 Einwohner. Ortsvorsteher ist Gerald Wege (CDU).

## Geschichte
Die Siedlung Allagen wurde wohl um das Jahr 800 gegründet, urkundlich erwähnt wurde der Ortsname erstmals im 12. Jahrhundert. Die Gründungsurkunde des Klosters Grafschaft im Sauerland für das Jahr 1072, die früher als urkundliche Ersterwähnung Allagens angesehen wurde, ist seit Anfang des 20. Jahrhunderts als spätere Fälschung erkannt. An diese gefälschte Urkunde wurde um das Jahr 1200 noch einmal ein Nachtrag angefügt; und erst in diesem späten Nachtrag erscheint der Ortsnamen Allagen. Die urkundliche Erwähnung hängt mit Streitigkeiten um Zehnteinkünfte zusammen, die sich in die größere Auseinandersetzung zwischen den Grafen von Arnsberg und den Erzbischöfen von Köln einordnen lassen.
Diese Siedlung lag am Südhang der Haar, bis sie wegen Wassermangels im 12. Jahrhundert an das Möhneufer verlegt wurde. Wirtschaftlich bedeutend waren um diese Zeit die Land- und Forstwirtschaft.
In Allagen fanden Hexenverfolgungen statt: 1617 wurden mehrere Männer und Frauen wegen angeblicher Hexerei hingerichtet, als die berüchtigten Hexenrichter Heinrich von Schultheiß und Lic. Höxter die Hexenprozesse leiteten. Darüber informiert ein Buch des Pfarrers in Hirschberg, Michael Stapirius. Dieser verurteilte scharf die unmenschlichen Praktiken der Kommissare und zitiert den Angeklagten Steffen von Niederbergheim, der 1617 kurz vor seiner Hinrichtung in Allagen ihm als Geistlichen gegenüber geäußert hatte:

„Herr Michel, . . . ich bin kein Zauberer, die Richter und Scheffen wie auch der Commissarius haben bey mir gethan als Schelmen und Diebe: dan sie haben mich durch unerleidliche Pein und Marter gezwungen dinge zu sagen, welche ich niemahlen gedacht, geschweige zu thun… Sage ich die Wahrheit und revocire (widerrufe), so peinigen sie mich wiederumb, und welcher Mensch kann solch folteren, marteren und peinigen ander mahl außstehen.“

Nach der preußischen Landgemeindeordnung für die Provinz Westfalen von 1841 wurden die umliegenden Dörfer Westendorf, Oberbergheim, Niederbergheim, Haarhöfe und Allagen zur Gemeinde Allagen zusammengefasst. Die Gemeinde Allagen bestand bis zum 1. Januar 1975, als die Ortschaft in die neue Stadt Warstein eingemeindet wurde. Niederbergheim wurde 1989 wieder von Allagen getrennt und ist seither ein eigenständiger Stadtteil von Warstein.

## Sehenswürdigkeiten
Bereits das vierte Gotteshaus Allagens ist die heutige Kirche. Im 9. Jahrhundert wurde eine Pfarrei auf der Haar gegründet, über drei Jahrhunderte später, im Jahre 1144, wurde eine Kirche am Möhneufer eingeweiht. Bis auf den Turm wurde diese Kirche 1671 komplett ersetzt und dadurch vergrößert. Aber schon bald wurde auch die dritte Allagener Kirche zu klein, durch die geringe Turmhöhe war zudem das Aussehen gestört. Am 11. Juni 1891 wurde die heutige St.-Johannes-Pfarrkirche geweiht.
Eine weitere Sehenswürdigkeit ist das Haus Dassel. Diese Villa war früher das Wohnhaus eines Fabrikanten, der es 1841 errichten ließ. Später wurde ein Turm und der Nordteil des Gebäudes hinzugefügt. Nach dem Konkurs des Unternehmens in den 1860er Jahren gab es einen Besitzerwechsel. Nach einem erneuten Besitzerwechsel rund 20 Jahre später bezog die Düsseldorfer Familie Dassel, ein Zweig derer von Dassel, das Gebäude und ließ es grundlegend renovieren. Später konnte die damals selbstständige Gemeinde Allagen das Grundstück kaufen, das Fabrikgebäude auf dem Gelände wurde abgerissen, die Villa in eine Parklandschaft eingepflegt. Heute dient die Villa als Museum und für Vereinszwecke.
Auf der Höhe der Lieth bei Oberbergheim, zwischen Niederbergheim und Allagen, wurde durch die Dorfinitiative Allagen-Niederbergheim im Rahmen des Leader-Projektes 3-Landschaftserlebnis-Wanderwelten der Skywalk Möhnetal errichtet.

## Bildung
In Allagen befindet sich die Johannesschule, eine städtische Grundschule. Bereits seit dem 18. Jahrhundert gibt es Schulwesen vor Ort, spätestens 1708 begann Johannes Mimberg mit der Lehrertätigkeit.
In den 1950er Jahren wurde in Allagen eine Landesforstschule zur Ausbildung angehender Förster eingerichtet. Infolge der Neuordnung der forstlichen Ausbildung in Nordrhein-Westfalen wurde die Forstschule Allagen in den 1970er Jahren geschlossen.